# Devil May Cry (Anime)
Devil May Cry ist eine Anime- und Manga-Adaption der Videospielserie Devil May Cry des japanischen Unternehmens Capcom. Die Handlung setzt die des Spiels Devil May Cry 3 und dessen chronologischen Nachfolger Devil May Cry fort. Neben dem Hauptcharakter Dante treten auch die aus diesen Spielen bekannten Charaktere, Lady und Trish sowie die neuen Figuren Patty und Morrison auf.

## Handlung
Vor 2000 Jahren war die Menschheit durch den Angriff von Dämonen, die aus ihrer Welt in die Menschenwelt gelangten, bedroht. Doch Sparda, der selbst ein Dämon war, wandte sich gegen diese, bekämpfte sie und schloss das Tor zur Dämonenwelt. Die Bedrohung ist abgewendet, doch finden sich noch immer Dämonen in der Welt der Menschen. Spardas Sohn Dante besitzt ein Geschäft mit dem Namen Devil May Cry, wo er Aufträge annimmt, um Dämonen zu töten. Dabei stoßen nach und nach das Mädchen Patty Lowell, ein Kind aus reichem Hause, das Dante beschützen soll, und die Dämonin Trish zu ihm. Außerdem wird er von der Dämonenjägerin Lady unterstützt. Deren ältere Geschwister sind hinter Patty her, die ihre Ansprüche auf das Erbe geltend macht, und senden Dämonen, um sie zu töten, mit denen sich Dante nun beschäftigen muss. Und bald muss er gegen einen starken Gegner kämpfen, der die Welt der Menschen und der Dämonen zerstören will.

## Veröffentlichung des Mangas
Der Manga von Chayamachi Suguro erschien im Februar und Juli 2005 unter dem Titel Devil May Cry 3 in Japan. Die Serie war ursprünglich auf drei Bände angelegt, die sich je den Charakteren Dante, Vergil und Lady widmen sollten, von denen jedoch nur die ersten zwei erschienen. Auf Englisch wurde der Manga von Tokyopop veröffentlicht, eine französische Übersetzung erschien bei Kazé.

## Produktion und Veröffentlichung des Animes
Die Animeserie Devil May Cry mit zwölf Folgen wurde 2007 von Studio Madhouse umgesetzt. Die Regie führte Shin Itagaki und die Drehbücher schrieb Toshiki Inoue. Das Charakterdesign wurde von Hisashi Abe entworfen und Katsushi Aoki war künstlerischer Leiter. Für die Kameraführung war Kazuyuki Oota verantwortlich und die Tonarbeiten leiteten Masafumi Mima und Toshihiko Nakajima. Produzenten waren Daisuke Katagiri, Takaya Ibira, Tatsuhiro Nitta und Tetsuro Satomi. Der Anime hat einen episodenhaften Charakter, mit einer abgeschlossenen Handlung in jeder Folge, jedoch auch einen episodenübergreifenden Handlungsbogen, der bereits in der ersten Folge beginnt und am Ende der Serie abgeschlossen wird. Auch wenn der Anime auf der Spielereihe aufbaut, ist deren Kenntnis nicht für das Verständnis der Serie nötig.
Der Anime wurde im September 2006 bei der Präsentation des Spiels Devil May Cry 4 im Rahmen der Tokyo Game Show angekündigt. Die je 24 Minuten langen Folgen wurden vom 14. Juni bis zum 6. September 2007 durch den Sender WOWOW in Japan ausgestrahlt. Der Anime erschien auf Englisch bei ADV Films und wurde später von Chiller und FUNimation Channel ausgestrahlt. Auf Französisch erschien er bei bDybex und wurde bei Gong gezeigt. Animax strahlte die Serie in Spanien und Portugal aus. Der Sender Man-Ga zeigte eine auch bei Yamato Video erschienene italienische Version. Hero TV zeigte die Serie auf den Philippinen und auch in Polen und auf Taiwan erschienen lokalisierte Fassungen.
Der Anime wurde in Deutschland von Universum Anime lizenziert und erschien vom 4. Februar 2008 zum Verkaufsstart des Spiels Devil May Cry 4 bis zum 14. Juli 2008 auf vier DVDs. Die erste enthielt dabei nur die Pilotfolge und wurde daher zu einem reduzierten Preis angeboten. Am 20. Oktober 2008 folgte eine Collector’s Edition mit drei DVDs. Am 8. April 2016 veröffentlichte Universum Anime die komplette Serie in einer Box auf Blu-ray.

### Synchronisation
Die deutsche Synchronfassung entstand bei VSI Berlin.
| Rolle        | Japanischer Sprecher (Seiyū) | Deutscher Sprecher |
| ------------ | ---------------------------- | ------------------ |
| Dante        | Toshiyuki Morikawa           | Jan-David Rönfeldt |
| Trish        | Atsuko Tanaka                | Sarah Riedel       |
| Lady         | Fumiko Orikasa               | Ann Vielhaben      |
| Patty Lowell | Misato Fukuen                | Jill Böttcher      |
| Morisson     | Akio Ōtsuka                  | Oliver Siebeck     |

### Musik
Die Musik der Serie sowie der Vorspanntitel d.m.c wurde von rungran produziert. Der Abspanntitel ist die Ballade I'll be your home von Rin Oikawa. Der Soundtrack enthält sowohl rockige Themen und Speed Metal als auch klassischen Operngesang und Hommagen an Italowestern.

## Rezeption
Die Animeserie vereine Elemente von Film noir, Italowestern, Krimi und Thriller mit gelungenen, flüssigen Animationen, so die deutsche Zeitschrift AnimaniA. Auch die nah an der Spielevorlage gebliebene Umsetzung der Charaktere sei gelungen und eine Freude für Fans, wobei das „vorlaute Zückerpüppchen“ Patty eine unrühmliche Ausnahme sei. „Die blutigen Hack-und-Slash-Kämpfe weisen […] rasante Choreographien und schnelle Schnitte auf“, wobei die Gegner viel zu schnell besiegt würden, wenn die Kämpfer passend zur Videospielvorlage in einer eindrucksvollen Schlusspose verharren. Dabei werde die Rahmenhandlung nur selten vorangetrieben und diene eher als „Mittel zum Action-Zweck“, Charakterentwicklung bleibt aus. Nur ein paar neue Seiten der bekannten Figuren aus den Spielen werden gezeigt. Die Optik könne voll überzeugen und werde der Vorlage gerecht. Mit Lichteffekten und Reflexionen bemühe man sich, eine realistische Optik zu erzielen und die Computeranimationen seien harmonisch eingefügt. Hingegen steigerten handgezeichneten, detaillierte Hintergründe mit ihrem diffusen Gemäldestil die mysteriöse Atmosphäre. Vor ihnen spielten die Macher kunstvoll mit Licht und Schatten und ließen die vielfältigen Kostüme der Charaktere auftreten. Auch der Soundtrack passe hervorragend zu den düsteren Bildern und Actionszenen und während das Opening wenig bemerkenswert ist, sei das Ending anmutig und atemberaubend. Die BluRay-Version von 2016 hole „sowohl visuell als auch auditiv noch ein paar qualitative Prozentpunkte heraus“.
Am 12. Juni 2015 war die Serie unter 38 Anime- und Manga-Titeln, die in China verboten wurden.